# Quebec North Shore & Labrador
La Quebec North Shore and Labrador Railway (ferrocarril de labrador y orilla norte de Quebec) es una empresa ferroviaria canadiense dedicada al transporte de cargas. Es un ferrocarril de clase II (Regionales). Su central operativa se encuentra en Labrador, Quebec. Pose una red férrea de 261 millas (414 km). 

## Historia
A principios de los años 1950 se comenzó a hacer una línea férrea que conectara el puerto de sept. Iles, Quebec, que está ubicado en la orilla del río San Lorenzo con la comunidad norteña de la explotación minera de IOC de Schefferville, Quebec, una distancia de 359 millas (573 km). 
La obra comenzó en 1951 y culminó 3 años después, en 1954. En 1958, la compañía mineral de Wabush, cerca de la ciudad de Labrador fue abierto por IOC y el Wabush Mining Company. La Quebec North Shore & Labrador construyó 36 millas (58 km) de vías para comunicar las minas en la zona oeste de sept. Iles, QC-Schefferville. El servicio en este ramal comenzó en 1960.